# Victoria Embankment
A Viktória rakpart (angolul Victoria Embankment) a Temze rakpart (Thames Embankment) része, egy utca és sétány a Temze északi partján London belvárosában. A rakpart Westminster és a City of London között van.
A Viktória rakpart építése 1865-ben kezdődött. Joseph Bazalgette irányítása alatt 1870-re lett kész. A rakpart elkészítése a Metropolitan Board of Works egyik projektje volt. A munkálatokon az építkezés Thomas Brassey feladata volt. A munkálatok eredeti célja az volt, hogy Londonnak is legyen szennyvízhálózata. Egy másik figyelembe vett szempont volt a Strand és a Fleet Street zsúfoltságának csökkentése.

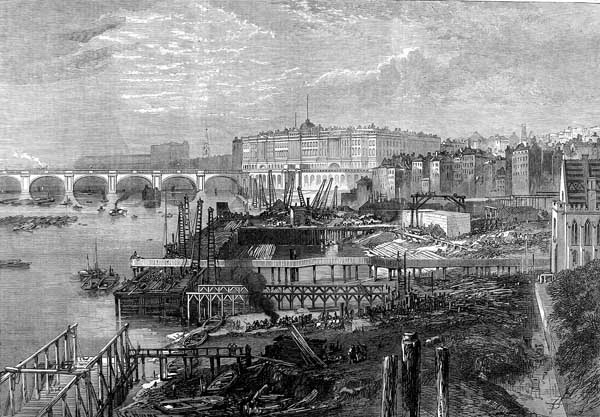
A Viktória rakpart 1865-ös építése

A munkálatok során beépítették a Temze partján lévő sávot, s így leszűkítették a folyót. Az építkezések miatt meg kellett vásárolni és le kellett bontani nagyon drága ingatlanokat is. A District line alagútját a rakpart alatt építették meg. Az utakon felül a felszínen még két, nagy kiterjedésű közparkot is kialakítottak. Ezek közül az egyiken a kormányzati Whitehall épülete áll, a másik pedig a Hungerford Bridge-től a Waterloo Bridge-ig húzódik. A kerrtekben sok szobor van, köztük az egyik Bazalgette-et ábrázolja. A Waterloo Bridge és a Charing Cross vasútállomás közti kertsorozatban szintén megtalálhatóak a nagy zenepavilonok, ahol számos zenei rendezvényt tartanak, és itt van a régi York House zsilipkapuja is, ami a ház legnagyobb történelmi emléke. 1626-ban Buckingham hercegének építettek.

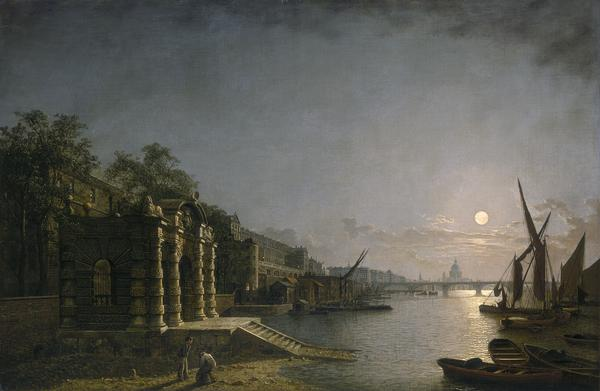
A York House és az Adelphi a folyó felől holdfényben (1850 körül)

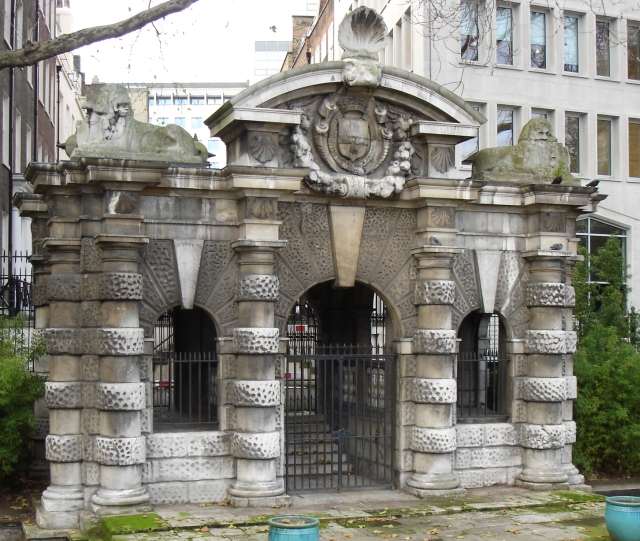
A régi York House bejárata

## Útvonal
Az A3211-es út részét képező Viktória rakpart a Westminster hídnál a Westminister-palotától északra indul, majd az északi part vonalát követi, Elhalad a Hungerford Bridge és Waterloo Bridge mellett, majd a Blackfriars Bridge-nél ér véget. A Shell Mex House, a Savoy Hotel és a Savoy Place a rakpart és Strand között van.

## Közlekedés
A londoni metrónak a következő állomásai vannak a Viktória rakpart mentén: Westminster, Embankment, Charing Cross, Temple és Blackfriars. A régi Aldwych metróállomás szintén a közelben volt. Csak a 388-as és az N50-es londoni buszjáratok mennék végig a rakparton, aminek talán az lehet a magyarázata, hogy sok metróállomás van a mélyben errefelé.
A Viktória rakpart volt a Kingsway Tramway Subway déli végállomása is.

## Turistalátványosságok
Az HMS President és az HMS Wellington azon hajók közé tartoznak, melyek állandóan a Viktória rakpartnál horgonyoztak. Még turistalátványosságnak számít Kleopátra tűje és a modern hatású Cleopatra's Kiosk.